# Дриберг, Том
Томас Эдвард Нил Дриберг, барон Брэдвелл (англ. Thomas Edward Neil Driberg, Baron Bradwell, 22 мая 1905, Кроуборо — 12 августа 1976, Паддингтон), более известный как Том Дриберг — британский журналист и политик. Член Палаты общин в 1942—1955 и в 1959—1974 годах. В течение 20 лет состоял в Коммунистической партии Великобритании, в 1942 году впервые избрался в парламент как независимый кандидат, в 1945 году вступил в Лейбористскую партию. Никогда не занимал министерских постов, но был одним из наиболее влиятельных деятелей Лейбористской партии. В течение многих лет был популярной и влиятельной фигурой в левой политике.
Родился в семье колониального офицера. Учился в Крайст-Чёрч-колледже Оксфордского университета, но провалился на выпускных экзаменах. Попробовал себя в качестве поэта, затем устроился на работу в Daily Express, сначала корреспондентом, а затем колумнистом. Регулярно публиковался в Reynolds News и других левых изданиях. Составлял кроссворды для Private Eye. Написал несколько книг, среди которых биографии Лорда Бивербрука и советского разведчика Гая Бёрджесса. В 1974 году ушёл на пенсию, после чего получил пожизненное пэрство.
Был открытым геем, несмотря на то, что до 1967 года гомосексуальность в Великобритании считалась преступлением. Наряду с известными и уважаемыми фигурами в мире литературы и политики, дружил с оккультистом Алистером Кроули и близнецами Крэй. В 1969 году оказал кришнаитам содействие в открытии их первого храма в Европе. Несмотря на свой образ жизни, был приверженцем и деятелем англокатолицизма («Высокая церковь»). После смерти Дриберга, в СМИ появлялись сообщения о том, что он был агентом MI5, КГБ, или обеих спецслужб.